# Stanislav Gron
Stanislav Gron (* 28. Oktober 1978 in Bratislava, Tschechoslowakei) ist ein slowakischer Eishockeyspieler, der seit 2021 bei HO Hamikovo in der slowakischen 2. hokejová liga SR unter Vertrag steht. Dort ist er seit 2022 als Spielertrainer tätig.

## Karriere
Stanislav Gron begann seine Karriere als Eishockeyspieler in seiner Heimatstadt in der Jugend des HC Slovan Bratislava, für dessen Profimannschaft er von 1995 bis 1997 in der slowakischen Extraliga aktiv war. Anschließend wurde er im NHL Entry Draft 1997 in der zweiten Runde als insgesamt 38. Spieler von den New Jersey Devils ausgewählt. Zunächst spielte der Angreifer jedoch zwei Jahre lang in der kanadischen Top-Juniorenliga Western Hockey League für die Seattle Thunderbirds, die ihn beim CHL Import Draft 1997 in der ersten Runde als insgesamt 35. Akteur gezogen hatten, und Kootenay Ice, sowie eines für New Jerseys Farmteam aus der American Hockey League, die Albany River Rats, ehe er in der Saison 2000/01 sein Debüt in der National Hockey League für die New Jersey Devils gab. Bei seinem einzigen NHL-Einsatz blieb der Slowake punkt- und straflos. Den Großteil seiner Zeit im Franchise der Devils von 1999 bis 2002 verbrachte er jedoch in der AHL bei den River Rats. 
Im Sommer 2002 kehrte Gron nach Europa zurück, wo er zunächst ein Jahr lang für den HC Vítkovice in der tschechischen Extraliga auf dem Eis stand. Nachdem er die Saison 2003/04 bei dessen Ligarivalen HC Slavia Prag begonnen hatte, wechselte er zum MsHK Žilina, mit dem er in der Saison 2005/06 erstmals in seiner Laufbahn Slowakischer Meister wurde. In der folgenden Spielzeit erhielt der ehemalige Junioren-Nationalspieler einen Vertrag bei den Füchsen Duisburg, die er noch während der laufenden Spielzeit verließ, um für den HC Košice zu spielen, mit dem er 2009, 2010 und 2011 drei Mal in Folge Meister wurde. Es folgte im Sommer 2012 der Wechsel in die italienische Serie A1, wo er bei SG Cortina unterschrieb.
Nach drei persönlich erfolgreichen Jahren im Norden Italiens – Gron zählte in den ersten beiden Saisonen jeweils zu den fünf besten Scorern der Liga – wechselte er zu den Manchester Phoenix in die zweitklassige English Premier Ice Hockey League. Im Anschluss kehrte der Stürmer in die Slowakei zurück, wo er sich dem HC Bratislava anschloss. Für diesen trat er zunächst in die drittklassigen 2. hokejová liga SR an, die Spielzeit 2017/18 verbrachte Gron mit dem Verein aus seiner Heimatstadt in der zweitklassigen 1. hokejová liga SR. Erst zur Saison 2021/22 kehrte der Angreifer aufs Eis zurück, als er sich dem Drittligisten HO Hamikovo anschloss. Dort ist er seit 2022 als Spielertrainer tätig.

### International
Für die Slowakei nahm Gron im Juniorenbereich an den U20-Junioren-Weltmeisterschaften 1997 und 1998 teil. Im Seniorenbereich stand er ausschließlich bei der Weltmeisterschaft 2010 auf dem Eis.

## Erfolge und Auszeichnungen
- 2006 Slowakischer Meister mit dem MsHK Žilina
- 2009 Slowakischer Meister mit dem HC Košice
- 2010 Slowakischer Meister mit dem HC Košice
- 2011 Slowakischer Meister mit dem HC Košice

## Statistik
(Stand: Ende der Saison 2010/11)